# Веји
Веји (лат. Veii) је у древно доба био важан етрурски град 16 км северозападно од Рима у Италији; његово налазиште се налази у савременој комуни Формело, у Провинцији Рим.
Веји је био најбогатији град Етрурске лиге, на јужној граници Етрурије. Као етрурски град најближи Риму, био је дуго у рату с Римом. Према римској аналистичкој традицији, Рим је са Вејом водио дугачак и тежак рат који је трајао десет година (406–396. п. н. е.). Међутим, изгледа да су аналистички прикази овога рата моделовани према митском тројанском рату. После освајања Веја, његова богиња-заштитница, „краљица Јунона", била је свечано позвана да пређе у Рим. Територија града била је припојена Риму, чиме се римска територија увећала за 84 одсто, због чега су у то време створене четири нове сеоске трибе. Током рата са етрурским градом Фиденом (437–426. п. н. е.) и овог рата са Вејом Рим је увећао број војних трибуна с конзулском влашћу са три на четири, а затим са четири на шест. Рим је 406. п. н. е. увео војничку плату, а 403. п. н. е. је увећао своју коњицу. Освајање Веја отворило је Римљанима пут ка јужној Етрурији.
Много касније Ливија је, према Светонију, у Вејима имала имање. Веји су били познати по збирци статуа укључујући кип Тиберија (данас у Ватикану), и Аполону из Веја (данас у Националном етрурском музеју).
Град је након античког доба напуштен и постао заборављен све док га у 17. веку није открио антиквар Рафаел Фабрети. Остаци Веја данас леже у близини острва Исола Фарнесе.
Ван остатака града се налазе остаци грађевине за коју се сматра да је храм. Такође су пронађени тумули и гробови уклесани у стену. Најпознатија је Грота Кампана, откривена године 1843, коморни гроб с најстаријим познатим етрушчанским фрескама. Уз то постоје дуги тунели који воде у градски хумак, што може потврдити Ливијеве наводе о римској победи у бици код Веја.